# Reprezentacja Turcji w piłce siatkowej mężczyzn

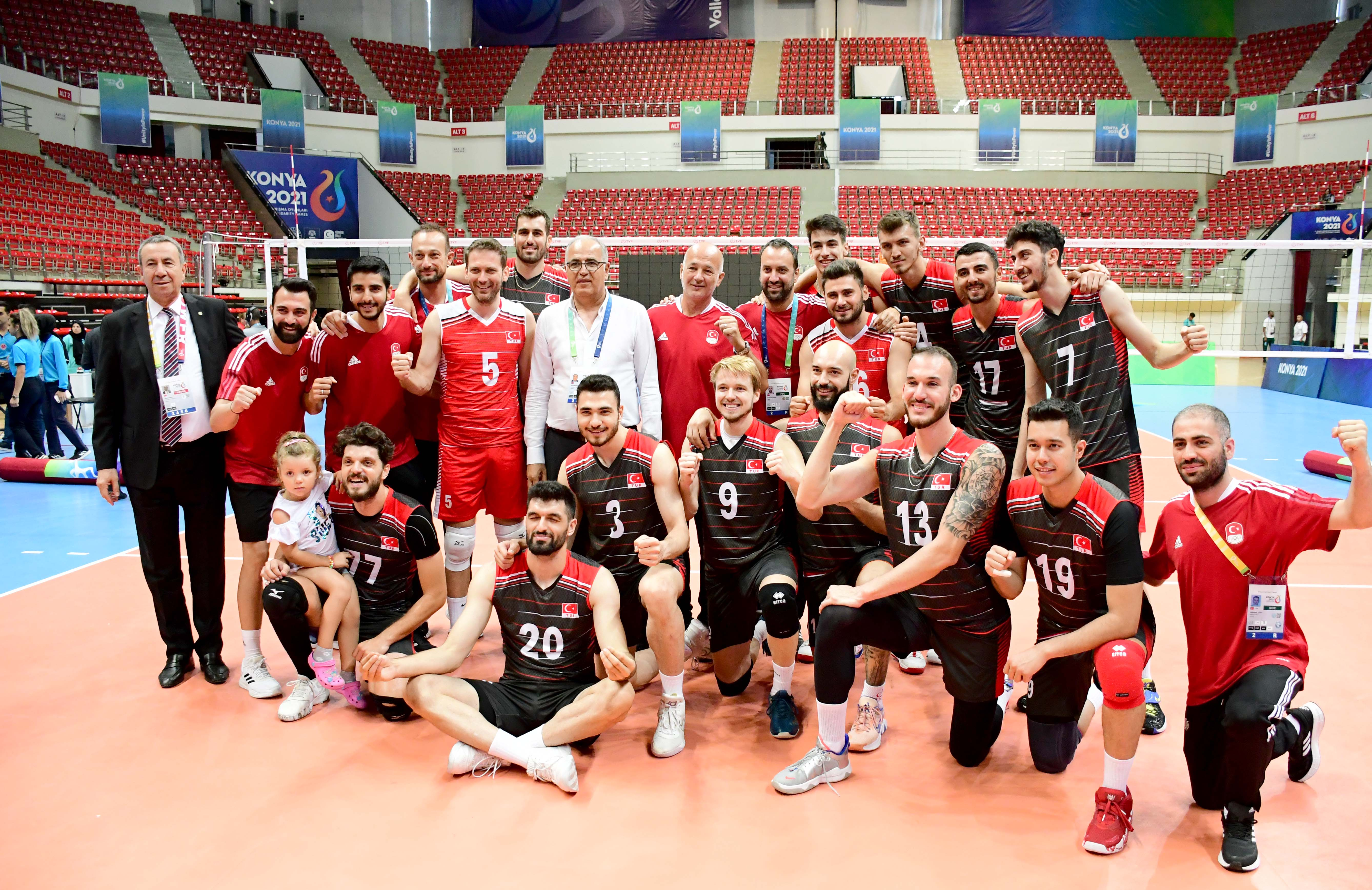
Reprezentacja Turcji na ‌Igrzyskach Solidarności Islamskiej w 2021 roku

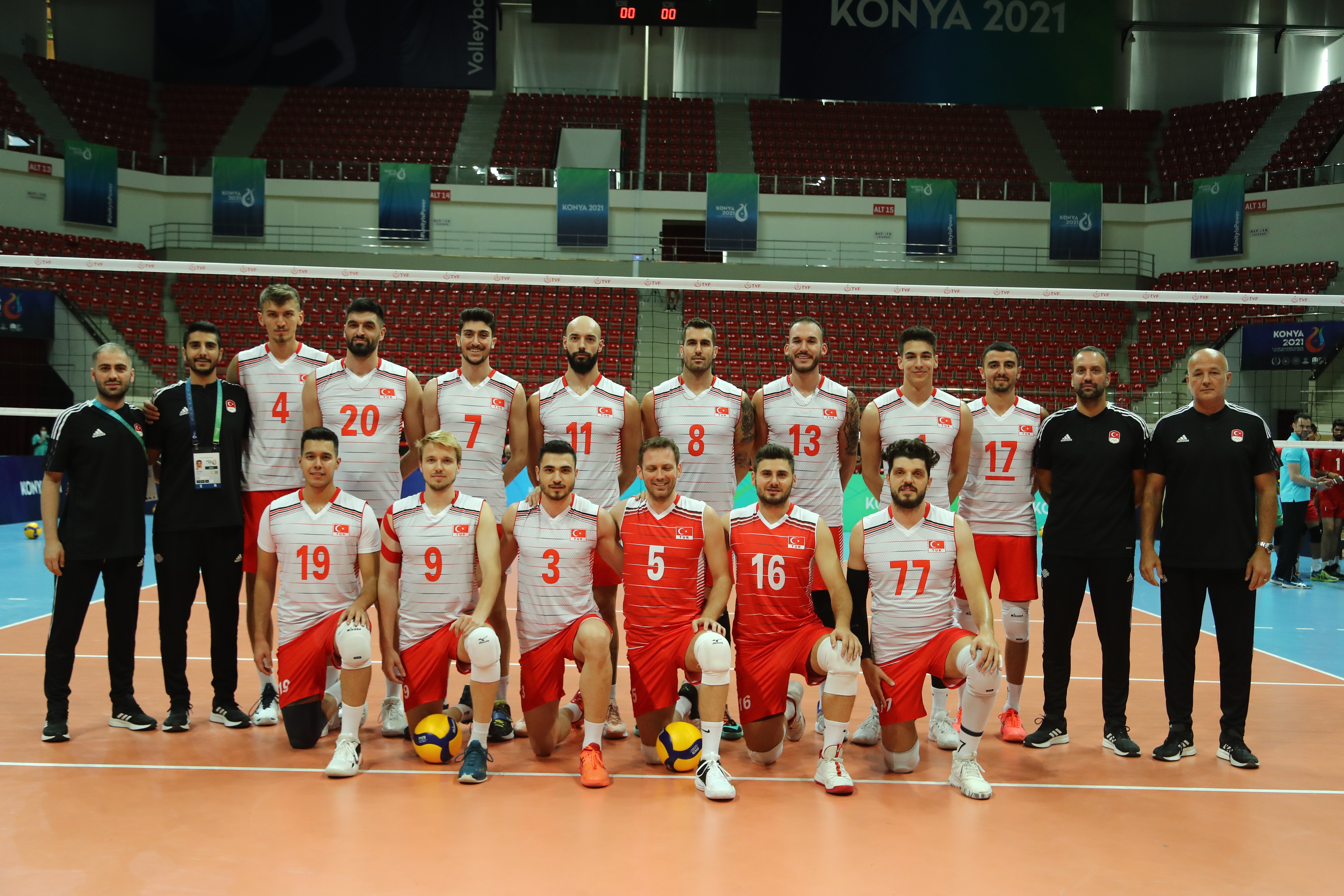
Reprezentacja Turcji na ‌Igrzyskach Solidarności Islamskiej w 2021 roku

Reprezentacja Turcji w piłce siatkowej mężczyzn – narodowa reprezentacja tego kraju, reprezentująca go na arenie międzynarodowej.
W 2023 roku Turcy wygrali turniej Challenger Cup w katarskim Doha wygrywając finałowy mecz przeciwko reprezentacji Kataru przy stanie 3:2, a tym samym uzyskali prawo do wzięcia udziału w Lidze Narodów 2024.

## Szeroki skład reprezentacji Turcji naLigę Narodów 2025[2]
| Nr | Imię i nazwisko     | Data urodzenia | Wzrost | Pozycja     |
| -- | ------------------- | -------------- | ------ | ----------- |
| 1  | Kaan Gürbüz         | 16.08.2001     | 198 cm | atakujący   |
| 2  | Berk Dilmenler      | 29.07.2004     | 203 cm | atakujący   |
| 3  | Ahmet Tümer         | 15.09.2001     | 204 cm | środkowy    |
| 4  | Ertuğrul Gazi Metin | 01.01.1996     | 204 cm | środkowy    |
| 5  | Mert Matıç          | 22.05.1995     | 208 cm | środkowy    |
| 6  | Vahit Emre Savaş    | 07.03.1995     | 200 cm | środkowy    |
| 7  | Bedirhan Bülbül     | 29.07.1999     | 200 cm | środkowy    |
| 9  | Efe Mandıracı       | 01.04.2002     | 203 cm | przyjmujący |
| 11 | Mirza Lagumdzija    | 18.05.2001     | 207 cm | przyjmujący |
| 12 | Adis Lagumdzija     | 29.03.1999     | 210 cm | atakujący   |
| 13 | Yiğit Gülmezoğlu    | 28.12.1995     | 194 cm | przyjmujący |
| 14 | Gökçen Yüksel       | 11.07.2004     | 204 cm | przyjmujący |
| 15 | Tuna Uzunkol        | 17.09.2004     | 205 cm | środkowy    |
| 16 | Beytullah Hatipoğlu | 24.02.1992     | 190 cm | libero      |

| 17 | Murat Yenipazar    | 23.09.1993 | 194 cm | rozgrywający |
| 18 | Doğukan Yaltıraklı | 18.08.2006 | 200 cm | rozgrywający |
| 19 | Berkay Bayraktar   | 03.07.1998 | 190 cm | libero       |
| 20 | Efe Bayram         | 01.03.2002 | 194 cm | przyjmujący  |
| 21 | Mert Cuci          | 10.08.2005 | 210 cm | śro1dkowy    |
| 22 | Onur Günaydı       | 28.09.2002 | 202 cm | przyjmujący  |
| 23 | Muhammed Kaya      | 07.02.1995 | 201 cm | rozgrywający |
| 25 | Umut Özdemir       | 01.09.1997 | 191 cm | libero       |
| 33 | Hilmi Şahin        | 01.01.2003 | 186 cm | rozgrywający |
| 36 | Özgür Benzer       | 01.02.2005 | 197 cm | rozgrywający |
| 38 | Abdulsamet Yalçin  | 25.01.2000 | 191 cm | libero       |
| 53 | Arda Bostan        | 13.01.2002 | 196 cm | rozgrywający |
| 55 | Cafer Kirkit       | 01.01.2001 | 194 cm | przyjmujący  |
| 59 | Can Koç            | 29.04.2003 | 200 cm | atakujący    |
| 77 | Yiğit Savaş Kaplan | 10.01.2004 | 207 cm | środkowy     |
| 96 | Yiğit Hamza Aslan  | 28.05.2005 | 206 cm | przyjmujący  |

## Trenerzy
| Lata      | Trener                                           |
| --------- | ------------------------------------------------ |
| 2006      | Nedim Özbey                                      |
| 2006-2007 | Işık Menküer                                     |
| 2008-2009 | Fausto Polidori                                  |
| 2010-2013 | Veljko Basic                                     |
| 2013-2016 | Emanuele Zanini                                  |
| 2017      | Joško Milenkoski                                 |
| 2018-2022 | Nedim Özbey                                      |
| 2023      | Alberto Giuliani                                 |
| 2024      | Cédric Énard                                     |
| 2024-2025 | Umut Çakır (do 2 tygodnia Ligi Narodów 2025)     |
| 2025-     | Slobodan Kovač (od 3 tygodnia Ligi Narodów 2025) |

## Rozgrywki międzynarodowe
Mistrzostwa Świata:
- 1966 – 15. miejsce
- 1998 – 19. miejsce
- 2022 – 11. miejsce

Liga Światowa:
- 2014 – 22. miejsce
- 2015 – 26. miejsce
- 2016 – 16. miejsce
- 2017 – 23. miejsce

Liga Narodów:
- 2024 – 16. miejsce
- 2025 –

Mistrzostwa Europy:
- 1958 – 12. miejsce
- 1963 – 11. miejsce
- 1967 – 14. miejsce
- 1971 – 15. miejsce
- 2007 – 15. miejsce
- 2009 – 13. miejsce
- 2011 – 11. miejsce
- 2013 – 14. miejsce
- 2017 – 11. miejsce
- 2019 – 12. miejsce
- 2021 – 10. miejsce
- 2023 – 13. miejsce

Liga Europejska:
- 2004 – 5. miejsce
- 2005 – 4. miejsce
- 2006 – 4. miejsce
- 2007 – 5. miejsce
- 2008 –  3. miejsce
- 2009 – 5. miejsce
- 2010 –  3. miejsce
- 2011 – 11. miejsce
- 2012 –  2. miejsce
- 2013 – 4. miejsce
- 2014 – 8. miejsce
- 2015 – 6. miejsce
- 2018 –  3. miejsce
- 2019 –  1. miejsce
- 2021 –  1. miejsce
- 2022 –  2. miejsce[12]
- 2023 –  1. miejsce